# Kian Razmi
Kian Razmi, född 18 juni 2002 och bosatt i Malmö, är en svensk skådespelare.
Razmi har bland annat medverkat i TV-serien Over grænsen. Han har även medverkat i SVT-produktionen Bror där han spelar, Amir, en av huvudkaraktärerna.

## Filmografi (i urval)
- 2020 – Over grænsen (TV-serie)
- 2022 – Bror (TV-serie)